# Lost Inside a Dream
Lost Inside a Dream: The Story of Dizzy Mizz Lizzy er en film instrueret af Theis Molin om det danske rockband Dizzy Mizz Lizzy.

## Handling
Tænk lige over det: Dizzy Mizz Lizzy slog igennem som teenagere, indspillede to øjeblikkeligt klassiske plader, og førte an i den bølge af nye bands, som i midten af 90'erne skyllede ind over den danske rockscene og gav de trætte rock n' roll-klichéer et skud yderst tiltrængt energi og originalitet. Inden de tre bandmedlemmer altså valgte at gå hver til sit, og følge respektive karrierer som postbud, lastbilchauffør og - rockstjerne. Hverken Tim Christensen, Martin Nielsen eller Søren Friis havde imidlertid drømt om, at evergreens som "Silverflame" og "11:07pm" i den grad havde sat sig fast hos de titusindvis af fans, som i år fik lejlighed til at opleve bandets reunion. Det er der også her, og ikke nok med det: vi får også personlige videoklip og er med til det første møde i øveren efter ti år.